# کائیش‌لی (سیحان)
کائیش‌لی (به ترکی استانبولی: Kayışlı) یک منطقهٔ مسکونی در ترکیه است که در سیحان واقع شده‌است.